# Margaret Jane Benson
Margaret Jane Benson, nascuda el 20 d'octubre de 1859 a Londres i morta el 20 de juny de 1936 a Hertford, fou una botànica i professora d'universitat britànica. Dirigí el Departament de Botànica del Royal Holloway College de la Universitat de Londres -de nova creació- a partir de 1893. I des de 1927 un laboratori botànic porta el seu nom.

## Biografia
Benson s'inicià en la botànica amb el seu pare, un enginyer i arquitecte interessat en aquest àmbit de les ciències naturals. La seva mare era una artista pintora, que havia exposat sobretot a la Reial Academy of Art. Estudià al Newnham College l'any 1878-1879, a continuació fou algun temps professora de liceu a Exeter. S'inscrigué l'any 1887 al University College de Londres, on obtingué una llicència de ciències l'any 1891; a continuació prosseguí amb el doctorat, que acabà l'any 1894.
Les seves principals investigacions tracten l'embriologia, amb Francis Wall Oliver. S'interessà en una categoria de fagals, una planta dicotiledònia igualment coneguda sota el nom de Hamamelididae. Publicà articles a les revistes Annals of Botany i a New Phytologist. Ensenyà durante un breu període al Newnham College, a continuació fou nomenada, l'any 1893, directora del nou Departament de Botànica del Royal Holloway College, on treballà fins a la seva jubilació acadèmica l'any 1922. L'any 1912 fou nomenada professora de botànica a la Universitat de Londres.
El 1904 formà part del primer grup de dones científiques electes a la Linnean Society of London. Fou molt activa en la recol·lecció dels espècimens, en la investigació per la millora del material de laboratori, i en els intercanvis científics amb els altres botànics al Regne Unit i a l'estranger. Treballà sobretot amb els biòlegs Dukinfield Henry Scott i Ethel Sargant.
El seu arxiu es custodia al Royal Holloway College.

## Distincions
- 1904: membre de la Linnean Society of London.
- 1927: el laboratori de botànica del Holloway College porta el seu nom.[4]
- L'abreviatura «M.J.Benson» es fa servir per indicar Margaret Jane Benson com a autoritat en la descripció i classificació científica dels vegetals.